# NGC 2556
NGC 2556 je galaksija u zviježđu Raku.

## Vanjske poveznice
- SEDS: NGC 2556